# 1970 v hudbě
Tento článek obsahuje události související s hudbou, které proběhly v roce 1970.

## Události
- Festival Isle of Wight
- Steve Howe nahradil ve skupině Yes kytaristu Petera Bankse

## Založené skupiny
- The Doobie Brothers, dříve Pud, zakládají Tom Johnston, Patrick Simmons, John Hartman, Dave Shogren.
- Electric Light Orchestra založili Roy Wood, Jeff Lynne a Bev Bevan.
- Horslips
- Kantoři
- Ocean
- Queen založili první tři členové Freddie Mercury, Brian May a Roger Taylor. Baskytarista John Deacon se připojí až v roce 1971.
- Styx
- Emerson, Lake & Palmer Keith Emerson, Greg Lake and Carl Palmer.
- Earthen Vessel

## Zaniklé skupiny
- The Beatles se rozpadají. Všichni členové vydávají sólová alba.
- The Dave Clark Five
- The Monkees
- Simon & Garfunkel se rozpadají a oba členové dua nastupují sólovou kariéru.
- The Nice se rozpadají. Keith Emerson zakládá ELP.

## Zemřeli
- 17. ledna – Billy Stewart, zpěvák (32 let)
- 3. září – Alan „Blind Owl“ Wilson, člen Canned Heat (27 let)
- 18. září – Jimi Hendrix, kytarista a zpěvák (27 let)
- 19. října – Janis Joplin, zpěvačka (27 let)

## Alba

### Domácí
- Coniunctio – Blue Effect a Jazz Q Praha
- Klíč k poznání – The Progress Organization (EP)
- Meditace – The Blue Effect
- Synkopy 61 – Synkopy 61 (EP)

### Zahraniční
- 12 Songs – Randy Newman
- A Beard of Stars – Tyrannosaurus Rex
- A Song for Me – Family
- ABC – Jackson 5
- Abraxas – Santana
- After the Gold Rush – Neil Young
- Airconditioning – Curved Air
- All Things Must Pass – George Harrison
- American Beauty – Grateful Dead
- American Woman – The Guess Who
- Anyway – Family
- Atom Heart Mother – Pink Floyd
- A Tribute to Jack Johnson – Miles Davis
- A Tribute to the Best Damn Fiddle Player in the World – Merle Haggard,Country
- Band of Gypsys – Jimi Hendrix
- Barrett – Syd Barrett
- Benefit – Jethro Tull
- The Best of the Pink Floyd – Pink Floyd
- The Big O – Roy Orbison
- Bill Haley's Scrapbook: Live at the Bitter End – Bill Haley & His Comets
- Bitches Brew – Miles Davis,Jazz
- Black Sabbath – Black Sabbath
- Bridge over Troubled Water – Simon & Garfunkel
- Canto Libre – Víctor Jara
- Changes – The Monkees
- Chapter 2 – Roberta Flack
- Chicago (sometimes referred to as Chicago II) – Chicago
- Climbing! – Mountain
- Closer to Home – Grand Funk Railroad
- Close to You – Carpenters
- Come To My Garden – Minnie Riperton
- Cosmo's Factory – Creedence Clearwater Revival
- Cucumber Castle – The Bee Gees
- Deep Purple in Rock – Deep Purple
- Déjà Vu – Crosby, Stills, Nash & Young
- Down to Earth – Jimmy Buffett
- Easy Action – Alice Cooper
- Ecology – Rare Earth
- Egg – Egg
- Ella in Budapest, Hungary – Ella Fitzgerald
- Elton John – Elton John
- Emerson, Lake and Palmer – Emerson, Lake & Palmer
- Fire and Water – Free
- Fun House – Iggy & the Stooges
- Gla Matari – Quincy Jones
- Great Speckled Bird – Great Speckled Bird
- The Great Songs of Roy Orbison – Roy Orbison
- Hank Williams The Roy Orbison Way – Roy Orbison
- His Band and the Street Choir – Van Morrison
- if – If
- IF 2 – If
- (I Live) One Day at a Time – Joan Baez
- Ils ont changé ma chanson – Dalida
- In the Wake of Poseidon – King Crimson
- The Isaac Hayes Movement – Isaac Hayes
- It Ain't Easy – Three Dog Night
- Jesse Winchester – Jesse Winchester
- John Barleycorn Must Die – Traffic
- John Lennon/Plastic Ono Band – John Lennon
- Ladies of the Canyon – Joni Mitchell
- Layla and Other Assorted Love Songs – Derek & the Dominoes
- Led Zeppelin III – Led Zeppelin
- Legal – Gal Costa
- Let It Be – The Beatles
- Live Album – Grand Funk Railroad
- Live at Leeds – The Who
- Lizard – King Crimson
- Loaded – The Velvet Underground
- Looking On – The Move
- McCartney – Paul McCartney
- Ma Kelly's Greasy Spoon – Status Quo
- The Madcap Laughs – Syd Barrett
- Magic Christian Music – Badfinger
- The Man Who Sold The World – David Bowie
- Maria Bethânia Ao Vivo – Maria Bethânia
- Master – Tremeloes
- Moondance – Van Morrison
- Morrison Hotel – The Doors
- Mungo Jerry – Mungo Jerry
- Music from The Body – Ron Geesin a Roger Waters
- Naturally – Three Dog Night
- New Morning – Bob Dylan
- No Dice – Badfinger
- On Stage – Elvis Presley
- Open Road – Donovan
- Paranoid – Black Sabbath
- Pearl – Janis Joplin
- Perry Como in Person at the International Hotel, Las Vegas – Perry Como
- The Point! – Harry Nilsson
- Portrait – Fifth Dimension
- Psychedelic Shack – Temptations
- Redbone – Redbone
- Runt – Todd Rundgren
- Self Portrait – Bob Dylan
- Sex Machine – James Brown
- Share the Land – The Guess Who
- Skid – Skid Row,70s
- Small Talk at 125th and Lennox – Gil Scott–Heron
- Soul Rebels – The Wailers
- Spirit in the Dark – Aretha Franklin
- Sugarloaf – Sugarloaf
- Sunflower – The Beach Boys
- Super Bad – James Brown
- Sweet Baby James – James Taylor
- Tea for the Tillerman – Cat Stevens
- Thank Christ for the Bomb – The Groundhogs
- The Best of the Wailers – The Wailers
- Things Ain't What They Used to Be – Ella Fitzgerald
- This Girl's In Love With You – Aretha Franklin
- Tide – Antonio Carlos Jobim
- Time and a Word – Yes
- Trespass – Genesis
- Vintage Violence – John Cale
- Wishbone Ash – Wishbone Ash
- Workingman's Dead – Grateful Dead
- Yoko Ono/Plastic Ono Band – Yoko Ono
- Zabriskie Point – Soundtrack(Pink Floyd,V.A.)

## Top hits
- ABC – The Jackson 5
- After Midnight – Eric Clapton
- Ain't It Funky Now (Part 1) – James Brown
- Ain't No Mountain High Enough – Diana Ross
- Airport Love Theme (Gwen & Vern) – Vincent Bell & Orchestra
- All I Have To Do Is Dream – Bobbie Gentry & Glen Campbell
- All Right Now – Free
- Always Something There to Remind Me – R.B. Greaves
- American Woman – The Guess Who
- Amos Moses – Jerry Reed
- And When I Die – Blood Sweat and Tears
- Angels Don't Lie – Jim Reeves
- Are You Ready? – Pacific Gas & Electric
- Arizona – Mark Lindsay
- As the Years Go By – Mashmakhan
- Avant de te connaître – Dalida
- Baby Hold On – The Grass Roots
- Ball of Confusion (That's What the World Is Today) – The Temptations
- Band of Gold – Freda Payne
- Be My Baby – Andy Kim
- Big Yellow Taxi – Joni Mitchell
- Black Magic Woman – Santana
- Black Night – Deep Purple
- Blowing Away – The Fifth Dimension
- Border Song (Holy Moses) – Aretha Franklin
- Born to Wander – Rare Earth
- Breaking Up Is Hard to Do – Lenny Welch
- Bridge Over Troubled Water – Simon & Garfunkel
- Brontosaurus – The Move
- Brother Rapp (Parts 1 & 2) – James Brown
- Call Me – Aretha Franklin
- Call Me Super Bad – James Brown
- Candida – Tony Orlando and Dawn
- Can't Stop Loving You – Tom Jones
- Cecilia – Simon & Garfunkel
- Celebrate – Three Dog Night
- Check Out Your Mind – The Impressions
- Chicken Strut – The Meters
- (They Long to Be) Close to You – Carpenters
- Closer to Home – Grand Funk Railroad
- Come And Get It – Badfinger
- Come Running – Van Morrison
- Come Saturday Morning – The Sandpipers
- Concerto pour une Voix – Dalida
- Cottage Cheese – Crow
- Cracklin' Rosie – Neil Diamond
- Cry Me a River – Joe Cocker
- Cupid – Johnny Nash
- Darla Dirladada – Dalida
- Daughter of Darkness – Tom Jones
- Deeper and Deeper – Freda Payne
- Didn't I (Blow Your Mind This Time) – The Delfonics
- Do It – Neil Diamond
- Do the Funky Chicken – Rufus Thomas
- Do What You Wanna Do – Five Flights Up
- Do You See My Love (for You Growing) – Jr. Walker & The All–Stars
- Does Anybody Really Know What Time It Is – Chicago
- Domino – Van Morrison
- Don't Play That Song (You Lied) – Aretha Franklin
- Down on the Corner – Creedence Clearwater Revival
- Easy Come, Easy Go – Bobby Sherman
- El Condor Pasa – Simon & Garfunkel
- Eli's Coming – Three Dog Night
- Engine Number 9 – Wilson Pickett
- Everybody Is a Star – Sly & The Family Stone
- Everybody's Got the Right to Love – The Supremes
- Everybody's Out of Town – B.J. Thomas
- Everything is Beautiful – Ray Stevens
- Everything's Tuesday – Chairmen of the Board
- Evil Ways – Santana
- (I Never Promised You A) Rose Garden – Lynn Anderson
- Evil Woman Don't Play Your Games With Me – Crow
- Express Yourself – Charles Wright & The Watts 103rd St. Rhythm Band
- Fancy – Bobbie Gentry
- Fire and Rain – James Taylor
- For All We Know – Carpenters
- For the Good Times – Ray Price
- For the Love of Him – Bobbi Martin
- For You Blue – The Beatles
- Games – Redeye (skupina)
- Gasoline Alley Bred The Hollies
- Get Ready – Rare Earth
- Get Up I Feel Like Being Like a Sex Machine (Part 1) – James Brown
- Gimme Dat Ding – The Pipkins
- Give Me Just a Little More Time – Chairmen of the Board
- Go Back – Crabby Appleton
- God, Love and Rock & Roll – Teegarden & Van Winkle
- Gotta Hold on to This Feeling – Jr. Walker & The All–Stars
- Green–Eyed Lady – Sugarloaf
- The Green Manalishi (With The Two Pronged Crown) – Fleetwood Mac
- Groovy Situation – Gene Chandler
- Gypsy Woman – Brian Hyland
- Hand Me Down World – The Guess Who
- He Ain't Heavy, He's My Brother – Neil Diamond
- He Ain't Heavy, He's My Brother – The Hollies
- Heaven Help Us All – Stevie Wonder
- Heed the Call – Kenny Rogers & the First Edition
- Hello Darlin' – Conway Twitty
- Hey Lawdy Mama – Steppenwolf
- Hey There Lonely Girl – Eddie Holman
- Hey, Mister Sun – Bobby Sherman
- Hi–De–Ho – Blood, Sweat & Tears
- Hitchin' a Ride – Vanity Fare
- Holly Holy – Neil Diamond
- Honey Come Back – Glen Campbell
- House of the Rising Sun – Frijid Pink
- I (Who Have Nothing) – Tom Jones
- I Ain't Got Time Anymore – The Glass Bottle
- I Am Somebody (Part 2) – Johnnie Taylor
- I Can't Tell The Bottom From The Top – The Hollies
- I Found That Girl – The Jackson 5
- I Just Can't Help Believing – B.J. Thomas
- (I Never Promised You a) Rose Garden – Lynn Anderson
- I Really Don't Want to Know – Elvis Presley
- I Think I Love You – The Partridge Family
- I Want to Take You Higher – Sly & the Family Stone
- I Want to Take You Higher – Ike & Tina Turner
- I Want You Back – The Jackson 5
- If I Were a Carpenter – Johnny Cash & June Carter
- If I Were Your Woman – Gladys Knight & The Pips
- If You Could Read My Mind – Gordon Lightfoot
- (If You Let Me Make Love to You Then) Why Can't I Touch You? – Ronnie Dyson
- Ils ont changé ma chanson – Dalida
- I'll Be There – The Jackson 5
- I'll Never Fall in Love Again – Dionne Warwick
- I'm Not My Brother's Keeper – The Flaming Ember
- Immigrant Song – Led Zeppelin
- In the Summertime – Mungo Jerry
- Indiana Wants Me – R. Dean Taylor
- Instant Karma (We All Shine On) – John Ono Lennon
- Iron Man – Black Sabbath
- Isn't It a Pity – George Harrison
- It Don't Matter to Me – Bread
- It's a New Day (Parts 1 & 2) – James Brown
- It's a Shame – The Spinners
- It's All In the Game – Four Tops
- It's Impossible – Perry Como
- It's Only Make Believe – Glen Campbell
- I've Lost You – Elvis Presley
- (I Know) I'm Losing You – Rare Earth
- (You've Got Me) Dangling on a String – Chairmen of the Board
- Maybe I'm Amazed – Paul McCartney
- 5–10–15–20 (25–30 Years of Love) – The Presidents
- A Little Bit of Soap – Paul Davis
- A Little Ray Of Sunshine – Axiom
- Jam Up and Jelly Tight – Tommy Roe
- Jennifer Tomkins – Street People
- Jingle Jangle – The Archies
- Joanne – Michael Nesmith & The First National Band
- Julie, Do Ya Love Me – Bobby Sherman
- Kentucky Rain – Elvis Presley
- Knock Three Times – Tony Orlando and Dawn
- Lady d'Arbanville – Dalida
- Lay A Little Lovin' On Me – Robin McNamara
- Lay Down (Candles in the Rain) – Melanie with The Edwin Hawkins Singers
- Leaving on a Jet Plane – Peter, Paul and Mary
- Let A Man Come in and Do the Popcorn (Part 2) – James Brown
- Let It Be – The Beatles
- Let Me Go to Him – Dionne Warwick
- Let's Work Together – Canned Heat
- Let's Work Together (Part 1) – Wilbert Harrison
- Les Fleur – Minnie Riperton
- Little Green Bag – George Baker Selection
- Lola – The Kinks
- Lonely Days – The Bee Gees
- Long and Winding Road – The Beatles
- Long Lonesome Highway – Michael Parks
- Long Long Time – Linda Ronstadt
- Look What They've Done to My Song, Ma – The New Seekers
- Looking Out My Back Door – Creedence Clearwater Revival
- Look–Ka Py Py – The Meters
- Love Grows (Where My Rosemary Goes) – Edison Lighthouse
- Love Land – Charles Wright & The Watts 103rd St. Rhythm Band
- Love on a Two Way Street – The Moments
- Love or Let Me Be Lonely – The Friends of Distinction
- Love the One You're With – Stephen Stills
- Lucretia MacEvil – Blood, Sweat & Tears
- Ma Belle Amie – The Tee Set
- Make It Easy on Yourself – Dionne Warwick
- Make it With You – Bread
- Make Me Smile – Chicago
- Mama Told Me (Not to Come) – Three Dog Night
- Maybe – The Three Degrees
- Me And My Life – Tremeloes
- Merry Christmas, Darling – Carpenters
- Midnight Cowboy – Ferrante & Teicher
- Mississippi – John Phillips
- Mississippi Queen – Mountain
- Mongoose – Elephant's Memory
- Montego Bay – Bobby Bloom
- Most of All – B.J. Thomas
- Mr. Bojangles – Nitty Gritty Dirt Band
- My Baby Loves Lovin' – White Plains
- My Sweet Lord – George Harrison
- Na Na Hey Hey Kiss Him Goodbye – Steam
- Nature's Way – Spirit
- Neanderthal Man – Hotlegs
- Never Had a Dream Come True – Stevie Wonder
- No Matter What – Badfinger
- No Time – The Guess Who
- Oh Happy Day – Glen Campbell
- Ohio – Crosby, Stills, Nash & Young
- Old Man Emu – John Wiliamson
- One Less Bell to Answer – The Fifth Dimension
- Only Love Can Break Your Heart – Neil Young
- Ooh Child – The Five Stairsteps
- Our House – Crosby, Stills, Nash & Young
- Out In the Country – Three Dog Night
- Overture from Tommy (A Rock Opera) – The Assembled Multitude
- Paranoid – Black Sabbath
- Patches – Clarence Carter
- Peace Will Come (According to Plan) – Melanie
- Precious, Precious – Jackie Moore
- Psychedelic Shack – The Temptations
- Puppet Man – The Fifth Dimension
- Question – The Moody Blues
- Rainbow – Marmalade
- Raindrops Keep Fallin' On My Head – B.J. Thomas
- Rainy Night In Georgia – Brook Benton
- Reach Out and Touch (Somebody's Hand) – Diana Ross
- Reflections of My Life – Marmalade
- Remember Me – Diana Ross
- Ride Captain Ride – Blues Image
- Rubber Duckie – Ernie (Jim Henson)
- Save the Country – The Fifth Dimension
- See Me, Feel Me – The Who
- Share the Land – The Guess Who
- She Came in Through the Bathroom Window – Joe Cocker
- Shiloh – Neil Diamond
- Signed, Sealed, Delivered, I'm Yours – Stevie Wonder
- Silver Bird – Mark Lindsay
- Sly, Slick & The Wicked – Lost Generation
- Snowbird – Anne Murray
- Solitary Man – Neil Diamond
- Somebody's Been Sleeping – 100 Proof
- Somebody's Watching You – Little Sister
- Someday We'll Be Together – Diana Ross & the Supremes
- Somethings Burning – Kenny Rogers & the First Edition
- Son of a Preacher Man – Aretha Franklin
- Son Of A Simple Man – Jon Blanchfield
- A Song of Joy (Himno A La Alegria) – Miguel Rios
- Soolaimon (African Trilogy II) – Neil Diamond
- Spill the Wine – Eric Burdon and War
- Spirit in the Dark – Aretha Franklin
- Spirit in the Sky – Norman Greenbaum
- Stand By Your Man – Candi Staton
- Steal Away – Johnnie Taylor
- Still Water (Love) – The Four Tops
- Stoned Love – The Supremes
- Stoney End – Barbra Streisand
- Stop the War Now – Edwin Starr
- Sugar Sugar – Wilson Pickett
- Summertime Blues – The Who
- Super Bad (Parts 1 & 2) – James Brown
- Sweet Mary – Wadsworth Mansion
- Take a Letter Maria – R. B. Greaves
- Teach Your Children – Crosby, Stills, Nash & Young
- Tell It All, Brother – Kenny Rogers & the First Edition
- Temma Harbour – Mary Hopkin
- Temptation Eyes – The Grass Roots
- Tennessee Bird Walk – Jack Blanchard & Misty Morgan
- Thank You (Falettinme Be Mice Elf Agin) – Sly & The Family Stone
- That's Where I Went Wrong – Poppy Family
- The Bells – The Originals
- The Boxer – Simon & Garfunkel
- The End of Our Road – Marvin Gaye
- The Letter – Joe Cocker with Leon Russell
- The Long and Winding Road – The Beatles
- The Love You Save – The Jackson 5
- The Rapper – The Jaggerz
- The Sly, Slick, and the Wicked – The Lost Generation
- The Tears Of A Clown – Smokey Robinson & the Miracles
- The Thrill Is Gone – B.B. King
- The Touch Of You – Brenda & The Tabulations
- The Wonder of You – Elvis Presley
- Tighter, Tighter – Alive and Kicking
- Travelin' Band – Creedence Clearwater Revival
- Trying to Make a Fool of Me – The Delfonics
- Turn Back the Hands of Time – Tyrone Davis
- Turn Up Your Radio – Masters Apprentences
- 25 or 6 to 4 – Chicago
- Ugena Za Ulimwengu (Unite the World) – The Temptations
- United We Stand – The Brotherhood of Man
- Up Around the Bend – Creedence Clearwater Revival
- Up on Cripple Creek – The Band
- Up the Ladder to the Roof – The Supremes
- Vehicle – The Ides of March
- Venus – Shocking Blue
- Viva Tirado (Part 1) – El Chicano
- Walk A Mile in My Shoes – Joe South & The Believers
- War – Edwin Starr
- We Gotta Get You a Woman – Runt (Todd Rundgren)
- Westbound #9 – The Flaming Ember
- We've Only Just Begun – Carpenters
- What Is Truth? – Johnny Cash
- When I'm Dead And Gone – McGuinness Flint
- Where Do The Children Play? – Cat Stevens
- Which Way You Goin' Billy? – Poppy Family
- Whole Lotta Love – Led Zeppelin
- Who'll Stop the Rain – Creedence Clearwater Revival
- Who's Your Baby – The Archies
- Without Love – Tom Jones
- Wonderful World, Beautiful People – Jimmy Cliff
- Woodstock – Crosby, Stills, Nash & Young
- Yellow River – Christie/Jigsaw
- You Don't Have to Say You Love Me – Elvis Presley
- You Need Love Like I Do (Don't You) – Gladys Knight & The Pips
- Your Song – Elton John
- Your Time to Cry – Joe Simon
- You're the One (Part 1) – Little Sister